# Gouvernement Bondevik I

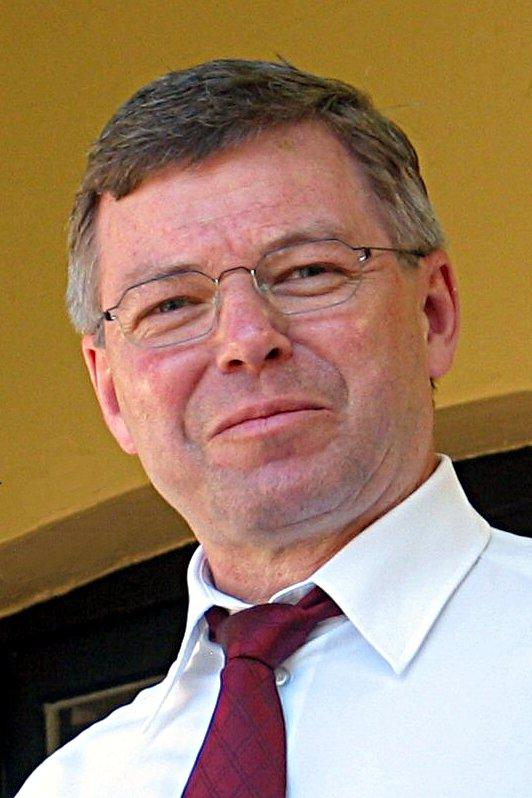
Kjell Magne Bondevik, ministre d'État.

Le gouvernement Bondevik I était le gouvernement du royaume de Norvège du 17 octobre 1997 au 17 mars 2000.

## Coalition
Il était dirigé par le ministre d'État chrétien populaire Kjell Magne Bondevik, et constitué du Parti conservateur (H), du Parti du centre (SP) et du Parti libéral (V).
Soutenu par 42 députés sur 165 au Storting, il bénéficiait de l'appui extérieur des 25 parlementaires du Parti du progrès (FrP) et des 23 du Parti conservateur (H), et succédait au gouvernement Jagland. Il est remplacé en cours de mandat par le premier gouvernement de Jens Stoltenberg, constitué uniquement du Parti du travail (AP).

## Composition

### Initiale (17 octobre 1997)
| Fonction                                                                                       | Titulaire | Titulaire                                                      | Parti |
| ---------------------------------------------------------------------------------------------- | --------- | -------------------------------------------------------------- | ----- |
| Premier ministre                                                                               |           | Kjell Magne Bondevik                                           | KrF   |
| Ministre des Affaires étrangères                                                               |           | Knut Vollebæk                                                  | KrF   |
| Ministre des Droits humains et du Développement                                                |           | Hilde Frafjord Johnson                                         | KrF   |
| Ministre des Finances                                                                          |           | Gudmund Restad                                                 | SP    |
| Ministre de la Défense                                                                         |           | Dag Jostein Fjærvoll                                           | KrF   |
| Ministre de la Pêche                                                                           |           | Peter Angelsen                                                 | SP    |
| Ministre des Affaires sociales                                                                 |           | Magnhild Meltveit Kleppa                                       | SP    |
| Ministre de la Santé                                                                           |           | Dagfinn Høybråten                                              | KrF   |
| Ministre des Transports et des Communications                                                  |           | Odd Einar Dørum                                                | V     |
| Ministre de la Planification et de la Coordination Ministre des Affaires locales et du Travail |           | Ragnhild Queseth Haarstad                                      | SP    |
| Ministre de l'Industrie et du Commerce                                                         |           | Lars Sponheim                                                  | V     |
| Ministre du Pétrole et de l'Énergie                                                            |           | Marit Arnstad (A. Enger Lahnstein a.i. du 26/03 au 26/08/1998) | SP    |
| Ministre de la Justice et de la Police                                                         |           | Aud Inger Aure                                                 | KrF   |
| Ministre de la Jeunesse et de la Famille                                                       |           | Valgerd Svarstad Haugland                                      | KrF   |
| Ministre de l'Agriculture et de l'Alimentation                                                 |           | Kåre Gjønnes                                                   | KrF   |
| Ministre de l'Environnement                                                                    |           | Guro Fjellanger                                                | V     |
| Ministre des Affaires ecclésiastiques, de l'Éducation et de la Recherche                       |           | Jon Lilletun                                                   | KrF   |
| Ministre de la Culture                                                                         |           | Anne Enger Lahnstein                                           | SP    |

### Changements du1erjanvier 1998
- Les nouveaux ministres sont indiqués en gras, ceux ayant changé d'attributions en italique.

| Fonction                                                                 | Titulaire | Titulaire                 | Parti |
| ------------------------------------------------------------------------ | --------- | ------------------------- | ----- |
| Premier ministre                                                         |           | Kjell Magne Bondevik      | KrF   |
| Ministre des Affaires étrangères                                         |           | Knut Vollebæk             | KrF   |
| Ministre des Droits humains et du Développement                          |           | Hilde Frafjord Johnson    | KrF   |
| Ministre des Finances                                                    |           | Gudmund Restad            | SP    |
| Ministre de la Défense                                                   |           | Dag Jostein Fjærvoll      | KrF   |
| Ministre de la Pêche                                                     |           | Peter Angelsen            | SP    |
| Ministre des Affaires sociales                                           |           | Magnhild Meltveit Kleppa  | SP    |
| Ministre de la Santé                                                     |           | Dagfinn Høybråten         | KrF   |
| Ministre des Transports et des Communications                            |           | Odd Einar Dørum           | V     |
| Ministre des Affaires locales et du Développement régional               |           | Ragnhild Queseth Haarstad | SP    |
| Ministre du Travail et de l'Administration publique                      |           | Eldbjørg Løwer            | V     |
| Ministre de l'Industrie et du Commerce                                   |           | Lars Sponheim             | V     |
| Ministre du Pétrole et de l'Énergie                                      |           | Marit Arnstad             | SP    |
| Ministre de la Justice et de la Police                                   |           | Aud Inger Aure            | KrF   |
| Ministre de la Jeunesse et de la Famille                                 |           | Valgerd Svarstad Haugland | KrF   |
| Ministre de l'Agriculture et de l'Alimentation                           |           | Kåre Gjønnes              | KrF   |
| Ministre de l'Environnement                                              |           | Guro Fjellanger           | V     |
| Ministre des Affaires ecclésiastiques, de l'Éducation et de la Recherche |           | Jon Lilletun              | KrF   |
| Ministre de la Culture                                                   |           | Anne Enger Lahnstein      | SP    |

### Remaniement du15 mars 1999
- Les nouveaux ministres sont indiqués en gras, ceux ayant changé d'attributions en italique.

| Fonction                                                                 | Titulaire | Titulaire                                              | Parti |
| ------------------------------------------------------------------------ | --------- | ------------------------------------------------------ | ----- |
| Premier ministre                                                         |           | Kjell Magne Bondevik                                   | KrF   |
| Ministre des Affaires étrangères                                         |           | Knut Vollebæk                                          | KrF   |
| Ministre des Droits humains et du Développement                          |           | Hilde Frafjord Johnson                                 | KrF   |
| Ministre des Finances                                                    |           | Gudmund Restad                                         | SP    |
| Ministre de la Défense                                                   |           | Eldbjørg Løwer                                         | V     |
| Ministre de la Pêche                                                     |           | Peter Angelsen (jusqu'au 21/01/2000) Lars Peder Brekk  | SP    |
| Ministre des Affaires sociales                                           |           | Magnhild Meltveit Kleppa                               | SP    |
| Ministre de la Santé                                                     |           | Dagfinn Høybråten                                      | KrF   |
| Ministre des Transports et des Communications                            |           | Dag Jostein Fjærvoll                                   | KrF   |
| Ministre des Affaires locales et du Développement régional               |           | Odd Roger Enoksen                                      | SP    |
| Ministre du Travail et de l'Administration publique                      |           | Laila Dåvøy                                            | KrF   |
| Ministre de l'Industrie et du Commerce                                   |           | Lars Sponheim                                          | V     |
| Ministre du Pétrole et de l'Énergie                                      |           | Marit Arnstad                                          | SP    |
| Ministre de la Justice et de la Police                                   |           | Odd Einar Dørum                                        | V     |
| Ministre de la Jeunesse et de la Famille                                 |           | Valgerd Svarstad Haugland                              | KrF   |
| Ministre de l'Agriculture et de l'Alimentation                           |           | Kåre Gjønnes                                           | KrF   |
| Ministre de l'Environnement                                              |           | Guro Fjellanger                                        | V     |
| Ministre des Affaires ecclésiastiques, de l'Éducation et de la Recherche |           | Jon Lilletun                                           | KrF   |
| Ministre de la Culture                                                   |           | Anne Enger Lahnstein (jusqu'au 08/10/1999) Åslaug Haga | SP    |